# Municipio de Harmony (condado de Susquehanna)
El municipio de Harmony (en inglés: Harmony Township) es un municipio ubicado en el condado de Susquehanna en el estado estadounidense de Pensilvania. En el año 2000 tenía una población de 558 habitantes y una densidad poblacional de 6 personas por km².

## Geografía
El municipio de Harmony se encuentra ubicado en las coordenadas 41°57′00″N 75°29′29″O / 41.95000, -75.49139.

## Demografía
Según la Oficina del Censo en 2000 los ingresos medios por hogar en la localidad eran de $31,579 y los ingresos medios por familia eran $33,250. Los hombres tenían unos ingresos medios de $31,023 frente a los $16,667 para las mujeres. La renta per cápita para la localidad era de $15,351. Alrededor del 15,9% de la población estaban por debajo del umbral de pobreza.